# Entocolax chiridotae
Entocolax chiridotae is een slakkensoort uit de familie van de Eulimidae. De wetenschappelijke naam van de soort is voor het eerst geldig gepubliceerd in 1951 door Scarlato.